# Dhrol
Dhrol là một thành phố và khu đô thị của quận Jamnagar thuộc bang Gujarat, Ấn Độ.

## Địa lý
Dhrol có vị trí 22°34′B 70°25′Đ / 22,57°B 70,42°Đ Nó có độ cao trung bình là 26 mét (85 feet).

## Nhân khẩu
Theo điều tra dân số năm 2001 của Ấn Độ, Dhrol có dân số 23.618 người. Phái nam chiếm 49% tổng số dân và phái nữ chiếm 51%. Dhrol có tỷ lệ 69% biết đọc biết viết, cao hơn tỷ lệ trung bình toàn quốc là 59,5%: tỷ lệ cho phái nam là 74%, và tỷ lệ cho phái nữ là 64%. Tại Dhrol, 12% dân số nhỏ hơn 6 tuổi.